# Romain Duris
Romain Duris (* 28. května 1974, Paříž, Francie) je francouzský herec.

## Filmografie
- 1994: Rizika mládí, režie Cédric Klapisch: Tomasi
- 1994: Bratři: červená ruleta, režie Olivier Dahan: Marco
- 1995: Klip Faut qu'j'travaille od Princess Erika, režie Olivier Dahan
- 1995: Mémoires d'un jeune con, režie Patrick Aurignac: Luc
- 1996: Chacun cherche son chat, režie Cédric Klapisch: Bojovník
- 1996: 56 fois par semaine, režie Raphaël Fejtö
- 1997: Dobermann – válka gangů, režie Jan Kounen: Manu
- 1997: Gádžo dílo, režie Tony Gatlif: Stéphane
- 1997: Déjà mort režie Olivier Dahan: Romain
- 1998: Je suis né d'une cigogne, režie Tony Gatlif: Otto
- 1998: Les Kidnappeurs, režie Graham Guit: Zéro
- 1999: Možná, režie Cédric Klapisch: Arthur
- 2001: Paleček, režie Olivier Dahan: Stráž
- 2001: Blažené bytosti, režie Jean-Marc Barr: Maxime Lecocq
- 2001: 17 fois Cécile Cassard, režie Christophe Honoré: Matthieu
- 2001: CQ, režie Roman Coppola: Hippie režisér
- 2002: Filles perdues, cheveux gras, režie Claude Duty: Mathieu
- 2002: Adolphe, režie Benoît Jacquot: d'Erfeuil
- 2002: Není to tak vážné, režie Bernard Rapp: Léo
- 2002: Shimkent Hotel, režie Charles de Meaux: Romain
- 2002: Erasmus a spol., režie Cédric Klapisch: Xavier Rousseau
- 2002: Rozvod po francouzsku, režie James Ivory: Yves
- 2003: Les Clefs de bagnole, režie Laurent Baffie
- 2003: Osmose, režie Raphaël Fejtö: Rémi
- 2004: Exil, režie Tony Gatlif: Zano
- 2004: Arsène Lupin - zloděj gentleman, režie Jean-Paul Salomé: Arsène Lupin
- 2005: Tlukot mého srdce se zastavil, režie Jacques Audiard: Tom
- 2005: Erasmus 2, režie Cédric Klapisch: Xavier Rousseau
- 2006: V Paříži, režie Christophe Honoré: Paul
- 2007: Molière de Laurent Tirard: Molière
- 2007: L'Âge d'homme... maintenant ou jamais !, režie Raphaël Fejtö: Samuel / Leonardo da Vinci
- 2008: Paříž, režie Cédric Klapisch: Pierre
- 2008: Po smrti, režie Gilles Bourdos: Nathan Del Amico
- 2009: Perzekuce, režie Patrice Chéreau: Daniel
- 2010: (K)lamač srdcí, režie Pascal Chaumeil: Alex Lippi
- 2010: Muž, který chtěl žít svůj život, režie Éric Lartigau: Paul Exben
- 2010: Na vlásku, režie Nathan Greno a Byron Howard: francouzský hlas Flynna Ridera
- 2012: Láska všemi deseti, režie Régis Roinsard: Louis Echard
- 2013: Pěna dní, režie Michel Gondry: Colin
- 2013: Casse-tête chinois, režie Cédric Klapisch: Xavier Rousseau
- 2014: Une nouvelle amie, režie François Ozon
- 2015: Démons (televizní film), režie Marcial Di Fonzo Bo: Franck
- 2016: Špinavej kšeft, režie Pascal Chaumeil: Jacques
- 2016: Iris, režie Jalil Lespert: Max
- 2016: La confession, režie Nicolas Boukhrief: otec Léon Morin
- 2016: Cessez-le-feu, režie Emmanuel Courcol: Georges Laffont
- 2017: Všechny prachy světa, režie Ridley Scott: Cinquanta
- 2017: Madame Hyde, režie Serge Bozon: ředitel
- 2018: Na jeden nádech, režie Daniel Roby: Mathieu
- 2018: Psí ostrov, režie Wes Anderson: francouzský hlas Rexe
- 2018: Fleuve noir, režie Érick Zonca: Yann Bellaile
- 2018: Náš boj, režie Guillaume Senez: Olivier
- 2018: La Grande noirceur, režie Maxime Giroux: Lester
- 2019: Vernon Subutex (seriál), režie Cathy Verney: Vernon Subutex
- 2019: Le Regard de Charles (dokument), režie Marc di Domenico: vypravěč

## Divadlo
- 1995: Grande École
- 2010: La Nuit juste avant les forêts
- 2011: La Nuit juste avant les forêts

## Ocenění
- 2000 Cena Lumières pro nejlepší mužskou hereckou naději za film Možná
- 2006 :
  - Étoile d'or pro nejlepšího herce v hlavní roli za film Tlukot mého srdce se zastavil
  - Křišťálový glóbus za film Tlukot mého srdce se zastavil
  - Cena Lumières pro nejlepšího herce za film Tlukot mého srdce se zastavil
- 2008 Křišťálový glóbus za film Molière